# Caterina Barbieri
Caterina Barbieri (16 de septiembre de 1990) es una compositora e intérprete de sintetizador italiana. Estudió composición electroacústica y guitarra en el Conservatorio de Bolonia, Italia. Además tiene un título de la Facultad de Humanidades y Filosofía de Bolonia, obtenido con una tesis sobre etnomusicología indostánica y minimalismo.

## Carrera
Sus composiciones emplean la síntesis modular. En sus inicios se especializó en el Buchla 200, si bien afirma que prefiere enfocarse en la música y no en el tipo de instrumentos utilizados. Además de sus propios álbumes compuso la música de John and the Hole, película exhibida en el festival de Cannes en 2020. En julio de 2021 inició su propio sello independiente, llamado light-years.

## Discografía

### Álbumes de estudio
| Título                    | Detalles                                                                             |
| ------------------------- | ------------------------------------------------------------------------------------ |
| Patterns of Consciousness | - Lanzamiento: 5 de mayo de 2017 - Sello: Important Records                          |
| Born Again in the Voltage | - Grabación: 2014-2015 - Lanzamiento: 9 de agosto de 2018 - Sello: Important Records |
| Ecstatic Computación      | - Lanzamiento: 4 de mayo de 2019 - Sello: Editions Mego                              |
| Fantas Variations         | - Lanzamiento: 2 de abril de 2021 - Sello: Editions Mego                             |